# 津波予報区
津波予報区 (つなみよほうく）とは、気象庁が大津波警報・津波警報・津波注意報・津波情報・津波予報などを発表する際に使用する区域のことである。気象庁は、全国を66区域に分けた津波予報区に対して、大津波警報・津波警報・津波注意報・津波情報・津波予報などを発表している。
従来の津波予報では日本沿岸は、18の津波予報区に分かれており、各々の予報区の海岸線の長さは数百kmに及び、複数の都府県にまたがっていた。また、津波予報は全国6ヶ所の津波予報中枢（気象庁本庁・札幌・仙台・大阪・福岡・沖縄の各気象台）がそれぞれの担当区に発表していた。
しかしシミュレーションでは、任意の地点における津波の高さを計算することができる。新たに導入されたデータベースはおよそ10万個の断層モデルの全てについて、沿岸に沿った約600の地点での高さを格納しているため、これにより従来の18予報区をより小さなブロックに分けることが可能となった。現在の津波予報業務では、都道府県単位もしくはさらに細かい地域に対応した、66の予報区を設定している。

## 津波予報区一覧
| 津波予報区           | 区域 |
| -------------------- | --- |
| オホーツク海沿岸     | 北海道のうち宗谷総合振興局（宗谷岬北端以東に限る）及びオホーツク総合振興局の管内 |
| 北海道太平洋沿岸東部 | 北海道のうち根室振興局及び釧路総合振興局の管内 |
| 北海道太平洋沿岸中部 | 北海道のうち十勝総合振興局及び日高振興局の管内 |
| 北海道太平洋沿岸西部 | 北海道のうち胆振総合振興局及び渡島総合振興局（白神岬南端以東に限る）の管内 |
| 北海道日本海沿岸北部 | 北海道のうち宗谷総合振興局（宗谷岬北端以東を除く）、留萌振興局、石狩振興局及び後志総合振興局（積丹岬北端以東に限る）の管内 |
| 北海道日本海沿岸南部 | 北海道のうち後志総合振興局（積丹岬北端以東を除く）、檜山振興局及び渡島総合振興局（白神岬南端以東を除く）の管内 |
| 陸奥湾               | 青森県（東津軽郡外ヶ浜町平館からむつ市脇野沢までの陸奥湾沿岸に限る） |
| 青森県太平洋沿岸     | 青森県（大間崎北端以東の太平洋沿岸に限る） |
| 青森県日本海沿岸     | 青森県（大間崎北端以東の太平洋沿岸及び東津軽郡外ヶ浜町平館からむつ市脇野沢までの陸奥湾沿岸を除く） |
| 岩手県               | 岩手県 |
| 宮城県               | 宮城県 |
| 福島県               | 福島県 |
| 秋田県               | 秋田県 |
| 山形県               | 山形県 |
| 茨城県               | 茨城県 |
| 千葉県九十九里・外房 | 千葉県（野島崎南端以東の太平洋沿岸に限る） |
| 千葉県内房           | 千葉県（野島崎南端以東の太平洋沿岸及び富津岬西端以北の東京湾沿岸を除く） |
| 東京湾内湾           | 千葉県（富津岬西端以北の東京湾沿岸に限る）、東京都（特別区に限る）、神奈川県（観音崎東端以北の東京湾沿岸に限る） |
| 伊豆諸島             | 東京都（大島支庁・三宅支庁・八丈支庁に限る） |
| 小笠原諸島           | 東京都（小笠原支庁に限る） |
| 相模湾・三浦半島     | 神奈川県（観音崎東端以北の東京湾沿岸を除く） |
| 静岡県               | 静岡県 |
| 愛知県外海           | 愛知県（伊良湖岬西端以東の太平洋沿岸に限る） |
| 伊勢・三河湾         | 愛知県（伊良湖岬西端以東の太平洋沿岸を除く）、三重県（伊勢市以南を除く） |
| 三重県南部           | 三重県（伊勢市以南に限る） |
| 新潟県上中下越       | 新潟県（佐渡市を除く） |
| 佐渡                 | 新潟県（佐渡市に限る） |
| 富山県               | 富山県 |
| 石川県能登           | 石川県（かほく市以北に限る） |
| 石川県加賀           | 石川県（かほく市以南に限る） |
| 福井県               | 福井県 |
| 京都府               | 京都府 |
| 兵庫県北部           | 兵庫県（日本海沿岸に限る） |
| 兵庫県瀬戸内海沿岸   | 兵庫県（日本海沿岸・洲本市の大阪湾沿岸及び紀伊水道沿岸並びに南あわじ市を除く） |
| 淡路島南部           | 兵庫県（洲本市の大阪湾沿岸及び紀伊水道沿岸並びに南あわじ市に限る） |
| 大阪府               | 大阪府 |
| 和歌山県             | 和歌山県 |
| 鳥取県               | 鳥取県 |
| 島根県出雲・石見     | 島根県（隠岐郡を除く） |
| 隠岐                 | 島根県（隠岐郡に限る） |
| 岡山県               | 岡山県 |
| 広島県               | 広島県 |
| 香川県               | 香川県 |
| 愛媛県瀬戸内海沿岸   | 愛媛県（瀬戸内海沿岸に限る） |
| 愛媛県宇和海沿岸     | 愛媛県（瀬戸内海沿岸を除く） |
| 徳島県               | 徳島県 |
| 高知県               | 高知県 |
| 山口県瀬戸内海沿岸   | 山口県（彦島南端以東の瀬戸内海沿岸に限る） |
| 山口県日本海沿岸     | 山口県（彦島南端以東の瀬戸内海沿岸を除く） |
| 福岡県瀬戸内海沿岸   | 福岡県（北九州市門司区以東に限る） |
| 福岡県日本海沿岸     | 福岡県（北九州市門司区以東及び有明海沿岸を除く） |
| 佐賀県北部           | 佐賀県（有明海沿岸を除く） |
| 長崎県西方           | 長崎県（諫早市小長井町から南島原市南有馬町までの有明海及び島原湾沿岸・対馬市及び壱岐市を除く） |
| 壱岐・対馬           | 長崎県（対馬市及び壱岐市に限る） |
| 有明・八代海         | 福岡県（有明海沿岸に限る）、佐賀県（有明海沿岸に限る）、長崎県（諫早市小長井町から南島原市南有馬町までの有明海及び島原湾沿岸に限る）、熊本県（天草市の天草町・五和町・牛深町・魚貫町・河浦町・久玉町・深海町及び二浦町並びに天草郡苓北町を除く） |
| 熊本県天草灘沿岸     | 熊本県（天草市の天草町・五和町・牛深町・魚貫町・河浦町・久玉町・深海町及び二浦町並びに天草郡苓北町に限る） |
| 大分県瀬戸内海沿岸   | 大分県（関崎東端から大分県と宮崎県との境界線までを除く） |
| 大分県豊後水道沿岸   | 大分県（関崎東端から大分県と宮崎県との境界線までに限る） |
| 宮崎県               | 宮崎県 |
| 鹿児島県東部         | 鹿児島県（佐多岬南端以北の太平洋沿岸に限る） |
| 鹿児島県西部         | 鹿児島県（佐多岬南端以北の太平洋沿岸・西之表市、奄美市、熊毛郡、大島郡、鹿児島郡の三島村及び十島村を除く） |
| 種子島・屋久島地方   | 鹿児島県（西之表市・熊毛郡及び鹿児島郡三島村に限る） |
| 奄美群島・トカラ列島 | 鹿児島県（奄美市・大島郡及び鹿児島郡十島村に限る） |
| 沖縄本島地方         | 沖縄県（石垣市・宮古島市・宮古郡・八重山郡・北大東村・南大東村を除く） |
| 宮古島・八重山地方   | 沖縄県（石垣市・宮古島市・宮古郡及び八重山郡に限る） |
| 大東島地方           | 沖縄県（北大東村・南大東村に限る） |